# Provincia de Aisén
Provincia de Aisén är en provins i Chile.   Den ligger i regionen Región de Aisén, i den södra delen av landet, 1 300 km söder om huvudstaden Santiago de Chile. Antalet invånare är 22 421. Arean är 29 970 kvadratkilometer.
I provinsen finns det tre kommuner Aysén, Cisnes och Guaitecas. 
Terrängen i Provincia de Aisén är bergig österut, men västerut är den kuperad.